# Людвиг III (ландграф Тюрингии)
Людвиг III Благочестивый или Людовик Кроткий (нем. Ludwig III. von Thüringen; 1151/52 — 16 октября 1190) — ландграф Тюрингии с 1172 года из династии Людовингов. Старший сын Людвига II и его жены Юдит фон Гогенштауфен.

## Биография

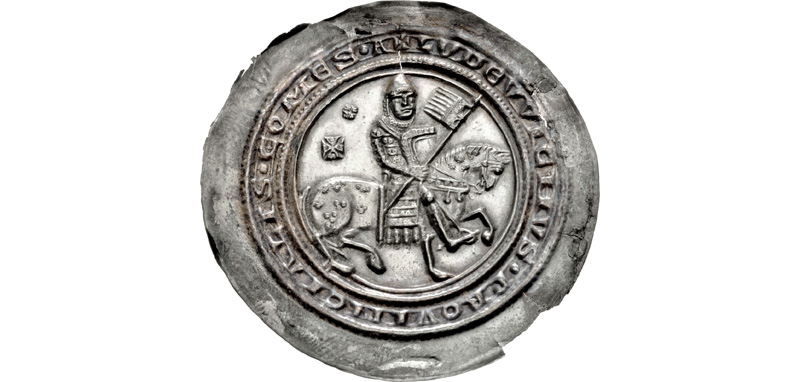
Монета Людвига III Тюрингского.

После смерти отца в 1172 году Людвиг наследовал Тюрингию, а его брат Генрих Распе III — Гессен и владения на Рейне.
Как и отец, Людвиг III враждовал с тюрингскими дворянами и с соседями — Шварцбургами, Асканиями, архиепископами Майнца.
Он был племянником императора Фридриха Барбароссы и поддерживал его политику. В награду за это в 1180 году после падения Генриха Льва Людвиг получил саксонское пфальцграфство, но через год передал его брату — Герману Тюрингскому.
Участвовал в Третьем крестовом походе: его отряд плыл морем из Бриндизи в Тир. Прибыв на Святую землю в 1189 году, участвовал в осаде Акры. Однако вскоре заболел и решил вернуться домой. Умер по пути на Кипр.
Владения Людвига III унаследовал брат — Герман I.

## Семья и дети
Людвиг III в 1174 году женился на Маргарите Клевской, дочери графа Дитриха II/IV, с которой развелся в 1186 году из-за близкого родства. Дочь:
- Ютта — замужем за Дитрихом фон Гройч из рода Веттинов.

Вторым браком Людвиг III женился на Софье Минской (1141—1198), вдове датского короля Вальдемара I. Детей не было.